# 紀元前707年
紀元前707年（きげんぜん707ねん）は、西暦（ローマ暦）による年。紀元前1世紀の共和政ローマ末期以降の古代ローマにおいては、ローマ建国紀元47年として知られていた。紀年法として西暦（キリスト紀元）がヨーロッパで広く普及した中世時代初期以降、この年は紀元前707年と表記されるのが一般的となった。

## 他の紀年法
- 干支 : 甲戌
- 中国
  - 周 - 桓王13年
  - 魯 - 桓公5年
  - 斉 - 釐公24年
  - 晋 - 小子侯3年
  - 秦 - 寧公9年
  - 楚 - 武王34年
  - 宋 - 荘公4年
  - 衛 - 宣公12年
  - 陳 - 桓公38年
  - 蔡 - 桓侯8年
  - 曹 - 桓公50年
  - 鄭 - 荘公37年
  - 燕 - 宣侯4年
- 朝鮮
  - 檀紀1627年
- ユダヤ暦 : 3054年 - 3055年

## できごと

### 中国
- 陳で内乱が起こり、公子他が太子免を殺害した。桓公が死去し、陳公他が即位した。
- 斉の釐公と鄭の荘公が紀におもむいた。
- 蔡・衛・陳の軍が周の桓王に従って鄭を攻撃し、繻葛で会戦したが、王軍が敗れた。
- 州の淳于公が曹に赴き、そのまま帰国しなかった。

## 死去
- 陳の桓公